# ニコラ (雑誌)
『nicola』（ニコラ）は、新潮社が毎月1日に発行するファッション雑誌。1997年創刊。

## 概要
小学校高学年から高校生までの女の子を主な読者層としている（ただし、主な読者層は中学生）、ファッションを中心に思春期女子のライフスタイル情報全般を扱う。2000年代にはジュニアファッションブームや「ニコ㋲」と呼ばれる専属モデルの人気を糧に急成長し、読者世代に多大な影響力を持っている。2023年10-2024年9月時点では月間平均6万2681部を発行する、ローティーン向けではトップの女性誌である。
他業種とのタイアップには2002年頃から積極的になり、2003年からは伊藤忠商事と共同で誌名を冠したファッションブランド「Girl is Girl by nicola」を展開、テレビ番組『Parky Party』（2002年、テレビ東京）や『ニコモノ!』（2004年、テレビ大阪）の製作にも関与している。また、2003年には新潮社内に「nicola事業部」が設立され、創刊時からの編集長・宮本和英が事業部長に就任。同じく創刊時からのスタッフで副編集長の山元琢治が2003年5月より編集長に就任、昇格する新体制となった。
その後、2006年に『nicola』の妹誌の『ニコ☆プチ』が発刊され、2007年『nicola』12月号から副編集長であった松本美帆子が編集長に就任し、前編集長の山元琢冶はニコ☆プチの専任の編集長となった。
2012年9月号から、松本美帆子に代わり、副編集長であった眞部菊実が編集長に就任した。
2017年7月号より小島知夏となっている。2022年小島知夏が編集長を退任してからは、久保田が代行という形で就任した。2023年8月号から『ニコ☆プチ』の編集長であった馬場すみれが編集長へ就任した。

## 沿革
- 1997年 創刊（夏号）。
- 1998年 通巻4号（4月号）から隔月刊化。第1回読者モデルオーディション開催。
- 2000年 4月号から月刊化。
- 2002年 原宿にセレクトショップGirl is Girl by nicola開店（4月[2]）。エイベックス『ニコラビデオ』発売（7月）。
- 2003年 nicola事業部設立。Girl is Girlのブランドをライセンス開始[3]。ロゴの変更などリニューアル（9月号）。
- 2004年 新垣結衣特集号として4月号増刊『ガッキーブック』発行。テレビ番組『ニコモノ!』放送。
- 2005年 「ニコモノ」CDリリース。
- 2006年 競合誌と合同で「ソーランはっぴぃず」企画。公式ブログ「ニコ★ログ」開設（7月）。姉妹誌『ニコ☆プチ』創刊（9月）。
- 2007年 創刊10周年。通算100号を達成（4月号）。携帯電話コンテンツ「モバイル☆ニコラ学園」開設（9月）。
- 2009年「西内まりや×LindsayブランドおしゃれBOOK」ムック本発売（10月）。
- 2010年 「ニコ☆モコ」CDリリース（3月）。「nicola監修 モデル☆おしゃれオーディション」発売（4月）。「川口春奈×repipi armarioブランドおしゃれBOOK」ムック本発売（10月）
- 2011年 通算150号を達成（6月号）。ニコ★ログ終了（8月）。「nicola監修 モデル☆おしゃれオーディション2」発売（11月）。
- 2012年 創刊15周年を達成（7月号）。「F-06D Girls'」発売（1月）「nicola監修 モデル☆おしゃれオーディション プラチナ」発売・「repipi armarioブランドおしゃれBOOK」ムック本発売（11月）。モバイル☆ニコラ学園終了（11月 - 12月）。
- 2015年 通算200号を達成  (8月号)  。
- 2017年 創刊20周年。
- 2019年 通算250号を達成  (10月号)  。Nintendo Switch用ソフト「モデルデビューニコラ」を発売。(6908円)
- 2020年 新型コロナウイルスの影響により休刊(7月号)。
- 2022年 創刊25周年。
- 2024年 通算300号を達成(1・2月合併号)。ただし、誌面への記載はなし。また、この年より１月号と2月号、7月号と8月号を合併号として発売。

## ニコ㋲
ニコラに登場するファッションモデルはニコ㋲と呼ばれる。人気女優の登竜門でもあり、ニコ㋲として起用されるための主要ルートである、『nicola』主催のニコラモデルオーディションには毎年一万人程度の応募がある。
ニコ㋲の起用期間は長くても高校1年生3月まで（号としては6月号まで）で、毎年3月(2024年より5月の連休中)には都内で「卒業式」イベントが行われている。
ニコ㋲出身の著名人は栗山千明、蒼井優、沢尻エリカ、新垣結衣、岡本玲、西内まりや、能年玲奈、川口春奈、二階堂ふみ、池田エライザ、飯豊まりえ、藤田ニコル、山本舞香、永野芽郁、久間田琳加、香音、清原果耶、南沙良、林芽亜里などが存在している。
ニコラモデルになるためには3通りの方法がある。1つ目はニコラモデルオーディションに合格すること、2つ目は妹誌である「ニコ☆プチ」から進級すること、3つ目は事務所オーディションに合格することである。

### 現在のニコ㋲
2025年7・8月号現在。(学年は2025年度時点のもの)
- 高1：伊藤沙音、国本姫万里、青山姫乃、松田美優、星乃あんな、星名ハルハ、白水ひより、工藤唯愛、佐々木花奈
- 中3：白尾留菜、松尾そのま、十文字陽菜、梨里花、葉山若奈、中瀬梨里、崎浜梨瑚、稲垣来泉、泉有乃
- 中2：相沢伊吹、大月美空、山本初華、橘侑里

### 現役時代に人気を獲得していた卒業ニコ㋲
- 栗山千明（表紙4回・当時最多・女優）
- 榎本亜弥子（表紙8回・当時最多）
- 谷口紗耶香（表紙6回・元Happie nutsモデル）
- 新垣結衣（表紙15回・当時最多・歴代4位タイ・女優）
- 虎南有香（表紙12回・当時2位・元風男塾|風男塾(赤園虎次郎/2017年3月17日卒業)・中野風女シスターズ(活動休止中)メンバー）
- 丹羽未来帆（表紙11回・元SEDAモデル）
- 三原勇希（表紙7回）
- 岡本玲（表紙25回・歴代1位・女優）
- 高屋敷彩乃（表紙11回・当時3位）
- 伊藤沙耶（表紙9回）
- 西内まりや（表紙11回・元Seventeen専属モデル）
- 日南響子（表紙16回・当時2位・歴代3位・元non-noモデル）
- 川口春奈（表紙15回・当時3位・歴代4位タイ・女優）
- 立石晴香（表紙10回・元Seventeen専属モデル）
- 中山絵梨奈（表紙10回）
- 田中若葉 (表紙5回)
- 古畑星夏（表紙18回・歴代2位・元Seventeen専属モデル・現ViViモデル）
- 松井愛莉（表紙9回・元Rayモデル）
- 池田エライザ（表紙7回・元CanCamモデル・女優）
- 藤麻理亜（表紙13回・元Seventeen専属モデル）
- 飯豊まりえ（表紙12回・元Seventeen専属モデル・現Oggi専属モデル）
- 小山内花凜（表紙15回・歴代4位タイ）
- 岡本夏美（表紙7回・元Seventeen専属モデル・現non-noモデル）
- 澤田汐音 (表紙5回・元Popteen専属モデル)
- 高嶋芙佳（表紙16回・歴代3位タイ）
- 中村里帆（表紙7回・現Rayモデル）
- 永野芽郁（表紙7回・元Seventeen専属モデル・女優）
- 久間田琳加 (表紙11回・元Seventeen専属モデル・現non-noモデル)
- 香音      (表紙10回・元Popteen専属モデル・現nonｰnoモデル)
- 清原果耶（表紙9回・元Seventeen専属モデル・女優）
- 川床明日香 (表紙9回)
- 秋田汐梨 (表紙9回・元Seventeen専属モデル)
- 黒坂莉那 (表紙9回)
- 安村真奈 (表紙5回)
- 林芽亜里 (表紙11回・現non-noモデル)
- 阿部ここは (表紙8回・現Popteen専属モデル)
- 関谷瑠紀 (表紙8回・現Seventeen専属モデル)
- 高比良由菜 (表紙6回・現Seventeen専属モデル)
- 凛美 (表紙4回・現女優)
- 髙橋快空(表紙13回・現Seventeen専属モデル)
- 有坂心花(表紙8回・現ViViモデル)

### その他のニコ㋲出身者
- 吉野紗香（表紙2回・元チャイドル）
- 安藤希（表紙0回・現女優）
- 野村佑香（表紙3回・元チャイドル）
- 前田綾花（表紙1回・現女優）
- 蒼井優（表紙1回・現女優）
- 篠原沙弥 （表紙1回・現ELEVENPLAY所属ダンサー）
- 沢尻エリカ（表紙0回・元女優）
- 久保ユリカ（表紙0回・現声優、歌手）
- エリーローズ（表紙1回・元ViViモデル）
- 紗羅マリー(表紙0回・元ViViモデル)
- 矢野未希子（表紙0回・現MORE 、元non-noモデル）
- 尻無浜冴美（表紙0回・元SDN48メンバー）
- 太田莉菜（表紙2回・現モデル）
- 小林涼子（表紙0回・現女優）
- Nanami（旧名上原千夏子）（表紙0回・現JJモデル）
- 能年玲奈（現・のん）（表紙3回・現女優）
- 二階堂ふみ（表紙0回・現女優）
- 八木アリサ（表紙1回・元ViViモデル）
- 泉はる（表紙4回・元non-noモデル）
- 藤井夏恋（表紙1回・現JJモデル・元Happiness 、元E-girlsメンバー）
- 藤田ニコル（表紙5回・元Popteenモデル・元ViViモデル）
- 春川芽生（表紙5回・現女優・声優）
- 山本舞香 （表紙2回・現女優）
- 倉本彩 （表紙1回・現熊本県民テレビアナウンサー）
- 南沙良 （表紙3回・現女優）
- 広瀬まのか(表紙4回、元Seventeenモデル)

### 二コラガールズ
二コラガールズとは、2024年度より新設された、専属読者モデルである。2024年度はファイナリストに残ったがグランプリを受賞してニコモになれなかった者のうち、希望者全員が採用され、任期は1年となっている。本誌に数ページ起用される他、WEB連載「二コラガールズBLOG」を担当する。2025年度については、二コラガールズになれる「二コラガールズ賞」が新設されることが誌面にて発表されている。

### 二コラガールズ一覧[4]
2025年現在
- 中2：高野心里、村田結
- 中1：大畠莉音、河村祐南、佐藤彩葉、神保來美、畑中里菜、花岡穂果
- 小6：葵かんな、大森ひかる、北野風花、小林凛々愛、宮崎えみり

## その他

### 表紙と題字のデザイン
1997年7月号（創刊号）から1999年12月号までの表紙に描かれていた「nicola」の題字は、ヘルベチカ系の太いサンセリフ書体（日本でいう角太ゴシック、右記はイメージ）を横にやや引き伸ばしただけのシンプルなものだったが、2000年2月号では引き伸ばしがなくなり、よりロゴタイプらしいデザインへと修正が加えられている。この変更後は「i」の上部の点や「O」の中央の穴を気まぐれに★（星）や♥（ハート）マークなどに差し替えるなどの遊びも行われるようになった。月刊化一号の2000年4月号からはカタカナを図案化した「nicola」ロゴが小さく併記されるようになった。
nicola編集部が事業部として独立するなど新潮社内での位置づけが格上げされた2003年には紙面もリニューアルされ、9月号から筆記体調の新しいロゴマークとなった。創刊期から存在した『nicola』のオリジナルキャラクター「ミュン2」（ミュンミュン）もこのときに実質消滅した。このキャラクターは読者と同じ女子中学生という設定で、表紙にもたびたび（2000年以降は全号）描かれてきたニコラの顔であった。
新しいロゴマークになってからロゴがデコレーションをされることもある。
2006年11月号以降、ロゴマークの上に「みんなのおかげで♥中学生雑誌ナンバーワン!」という文が記載されている。その後、2018年〜2019年は「すべての中学生をかわいくする♡No.1ティーン雑誌!」→2020年は「すべての女のコをかわいくする♡中学生雑誌No.1!」→現在は「すべての女の子をかわいくする♡ティーン雑誌No.1!」という文が記載されている。

### 価格
価格は最初期が450円で、1999年の終わりからは長い間390円であった。これは付録の内容にかかわらず一定だったが、2006年2月号だけ特例として420円になり、その後2006年9月号からは420円均一になった。420円になったばかりの9月号から12月号までは「特別定価」と書いてあったが、2007年からは「定価」表示に戻った。そうして420円が定着した。しかし2008年7月号からは、初期と同価格の450円が定価となった。時期によって数十円程度の価格の変動があり、夏休みや冬休みにかかる9月号・2月号などが高くなっている。2012年3月号時点の定価は480円だが、時々500円になることもある。2014年4月の消費税増税後は、500円が基本となっている。だが、2019年11月号から520円が定価となった。その後定価は2020年11月号から560円、2023年4月号から570円、2024年9月号から690円となっているが、特別定価の継続的な設定により実際の価格は2024年1・2月合併号から690円、2025年１・2月合併号より790円、2025年9月号より860円となっている。

### 発行部数
新潮社が参加する日本雑誌協会（JMPA）によって公表されている月間発行部数（年間平均）で、2024年度（算出期間2023年10月-2024年9月平均）は6万2681部である。
2004年版以降のものは9月を開始月とする年度割りの平均発行部数だが、印刷証明付の算出であるため、基本的にはより信頼性の高い情報である。
- 1999年: 約16万部[6]
- 2000年1月-12月: 約21万部[7]
- 2002年1月-12月: 約20万部[8]
- 2003年9月-翌年8月: 17万1166部（印刷証明付）[9]
- 2004年9月-翌年8月: 16万6531部（印刷証明付）[10]
- 2005年9月-翌年8月: 16万8071部（印刷証明付）[11]
- 2006年9月-翌年8月: 17万3729部（印刷証明付）[12]
- 2007年10月-翌年9月: 19万0417部（印刷証明付）[13]
- 2008年10月-翌年9月: 20万7608部（印刷証明付）[14]
- 2009年10月-翌年9月: 23万1768部（印刷証明付）[15]
- 2010年10月-翌年9月: 22万4568部（印刷証明付）[16]
- 2011年10月-翌年9月: 22万3421部（印刷証明付）[17]
- 2012年10月-翌年9月: 21万6222部（印刷証明付）[18]
- 2013年10月-翌年9月: 21万2979部（印刷証明付）[19]
- 2014年10月-翌年9月: 20万2942部（印刷証明付）[20]
- 2015年10月-翌年9月: 19万5995部（印刷証明付）[21]
- 2023年10月-翌年9月: 6万2681部 (印刷証明付) [22]

## 関連企画

### 商品
ニコラビデオ2002年にエイベックスから発売されたビデオ版『ニコラ』。パッケージ表紙は新垣結衣。タイトルに「Vol.1」を入れるなどシリーズ化を匂わせていたが、結局VHS方式の1巻のみしかリリースされていない。
Girl is Girl by nicolaニコラ独自展開のファッションブランド。当初はセレクトショップの店名という位置づけであった。
F-06D Girls'2012年1月20日に、nicola15周年を記念してNTTドコモとコラボして発売された携帯電話。本体デザインに合わせたオリジナルトートバッグを同梱する。イメージモデルはニコモの古畑星夏と藤麻理亜。ケータイを振るとラッキーアイテムやニコラモデルが飛び出したり、七夕やハロウィン、クリスマスなど季節のイベントと連動して背景やアイテムが変わる楽しい仕掛けも満載している。カラーはハッピーピンクの1色展開。

### 書籍
ガッキーブック新垣結衣が絶大な人気を誇った当時に刊行された特集ムック。2004年4月の増刊号という扱いで発行された。本誌の付録扱いではない独立した増刊号・特集号はこれが唯一である。
ニコ☆プチニコラの妹誌。妹版として主に小学生対象のファッション情報を扱う隔月刊誌で、2006年9月13日に創刊された。『ニコ☆プチ』モデルの通称は「プチ㋲」である。
西内まりや×LindsayブランドおしゃれBOOK2009年10月31日にファッションブランド「Lindsay」と、当時同ブランドのイメージモデルを務めていたニコ㋲の西内まりやがコラボレーションされたムック本。付録は西内自身がデザインを手がけた「Lindsay×nicolaオリジナルドラム型バッグ」。nicola特別編集で発売された。
川口春奈×repipi ar marioブランドおしゃれBOOK2010年10月31日にファッションブランド「repipi ar mario」と、当時同ブランドのイメージモデルを務めていたニコ㋲の川口春奈がコラボレーションした大型本。なお、タイトルからわかる通り、『西内まりや×LindsayブランドおしゃれBOOK』と似た作りとなっている。付録は川口自身がデザインを手がけた「repipi ar mario×nicolaオリジナルリュック」。nicola特別編集で発売された。
repipi ar marioブランドおしゃれBOOK2012年11月1日に発売のレピピアルマリオのムック第2弾。『西内まりや×LindsayブランドおしゃれBOOK』及び『川口春奈×repipi ar marioブランドおしゃれBOOK』とは異なり、イメージモデルの古畑星夏を筆頭に人気ニコ㋲が複数名登場している。付録は「レピハートリュック」。

### ゲーム
nicola監修 モデル☆おしゃれオーディション2010年4月1日にアルケミストから発売された、本誌を題材とするニンテンドーDS用ゲームソフト。ゲーム内容は、ニコラモデルオーディションに応募し、ニコ㋲兼ニコラ編集者になるというもの。2011年11月4日にニンテンドー3DS用ソフト「nicola監修 モデル☆おしゃれオーディション2」を発売。2012年11月には3作目となる「nicola監修 モデル☆おしゃれオーディション プラチナ」を発売。
ゲームソフトのみならず、トレーディングカードやカプセルトイ、小説といった関連商品も発売している。
MODEL Debut ＃nicola
2019年11月1日にフリューから発売されたNintendo Switch用ソフト。モデルの女の子がコーデやメイクをしながら仕事と恋愛に向き合い、最終的にランウェイに立つことを目指す。
PVでは藤本林花美愛と黒坂莉那がゲームを紹介している。
2021年11月4日にその続編である『MODEL Debut2 #nicola』が発売された。nicola誌面では林芽亜里と阿部ここはの「めあここ」コンビがゲームを紹介している。
2023年11月2日に『MODEL Debut3 ＃nicola』が発売された。

### 音楽活動
ニコモノ2004年にテレビ大阪のローカル番組として放送されたテレビ番組『ニコモノ!』の主要出演者のうち新垣結衣・三原勇希を除く5名が2005年にシングルCDをリリースした。
merry merry Boo2008年からテレビ東京系の番組『ファイテンション☆テレビ』に「ファイテンション☆ガール」として出演していたニコ㋲3名で結成。2009年、配信デビュー。
ニコ☆モコ2010年デビュー。1月から関西テレビのテレビ番組「ミュージャック」内のコーナー「今日の“ぶつぶつ”」に出演。5月31日をもってメンバーの日南響子が卒業し、9月に春川芽生、藤田ニコルが新加入。

#### リコリリ
崎浜梨瑚と中瀬梨里にるアイドルユニットとして2025年デビュー。2025年6月18日にデビューシングル「Purepop/Ring☆Ring☆Ring」を発売。

### インターネット・SNS

#### 2025年現在継続中のもの
ニコラネットニコラ公式サイト。ニコ㋲のプロフィールなどが読める。WEB限定の連載もある。なおバックナンバーなどは2002年以降の全てを網羅しているが、ニコ㋲のプロフィールなどは卒業をもって削除されてしまうため、卒業ニコ㋲の確認などはできない。
ガールズラボ公式LINEを追加することで利用できる、アンケート結果をもとにしたファッションやライフスタイルなどの情報を入手できるコンテンツ。
X公式X。二コラネットの更新情報などが投稿される。
インスタグラム公式インスタグラム。各号のピックアップなどが投稿されるほか、発売日の約1週間前には表紙が発表される。
ニコスナ各ニコモの私服投稿に特化したインスタグラム。
二コラTV公式YouTube。2025年度はリーダー星名以下、星乃、松尾、稲垣、梨里花、十文字、葉山、相沢の8名を中心に撮影・投稿される。

#### 2025年現在終了しているもの
ニコ★ログニコ㋲達の書いた日記を公開されていた公式ブログ。「269g」との提携により、2006年7月に開設。2006年11月30日からはコメントの書き込みが行えるようになった。参加ニコ㋲は10名。2011年8月24日の、松井愛莉が書いた記事を持ってニコ★ログの更新を終了し、8月31日にコメントの書き込みも終了した。2011年9月1日からはニコラネット内にて、ニコモの公式ブログのリンク集「ニコモ's Blog」を開始。(2025年現在は終了している)
モバイル☆ニコラ学園携帯電話向けに有料（月額315円）で提供されている公式コンテンツ。2007年9月にiモード（NTTドコモ）対応サイトが開設され、その後10月4日にEZweb（au by KDDI）、10月17日にYahoo!ケータイ（ソフトバンクモバイル）向けが順次公開された。多くの携帯電話サイトと同じく待ち画やデコメ素材、ムービーなどのダウンロードサービスが主力のサービスであるが、他にない特色として「閲覧者が仮想的な学校に編入され、いずれかのニコ㋲と同じクラスになる」というお遊び要素が含まれている。
2012年10月、NTTドコモは11月30日、SoftBankは12月3日、auは12月6日をもって終了することを発表した。
なお、一部のコンテンツはニコラネットにて引き継ぐ予定である。
nicola©2009年から2010年にgoomoにて配信されていたバラエティ番組。番組開始後、ニコラネットでも撮影日記ムービーの代わりに配信された。なお、番組が終了した翌週からは通常のニコラネットの撮影日記ムービーに戻っている。